# Хайнрих II фон Райхенщайн
Хайнрих II фон Райхенщайн (на немски: Heinrich II von Reichenstein; † 1506) е господар на замък Райхенщайн при Пудербах във Вестервалд в Рейнланд-Пфалц, господар на замък Керпен (в Айфел) и Рекхайм/Рекем (в Ланакен, Белгия).
Той е син на Вилхелм II фон Райхенщайн († 1474) и съпругата му Катарина фон Зайн-Витгенщайн († пр. 1501), дъщеря на граф Георг I фон Зайн-Витгенщайн и графиня Елизабет фон Марк († 1474).
Господарите на Райхенщайн умират по мъжка линия през 1511/1529 г. Господството Райхенщайн след това става собственост на графовете на Вид на граф Йохан III фон Вид († 1533).

## Фамилия
Хайнрих II фон Райхенщайн се жени на 28 август 1489 г. за Маргарета фон Зомбрефе († 1518), наследница на Керпен, дъщеря на Фридрих I фон Зомбрефе († 1485/1488/1489) и Елизабет фон Нойенар († 1484). Те имат една дъщеря:
- Клара, абатиса на „Св. Цецилия“ в Кьолн[2]

Вдовицата му Маргарета фон Зомбрефе се омъжва втори път през октомври 1506 г. за граф Дитрих IV фон Мандершайд (* 14 август 1481; † 2 юли 1551).